# Еберсбах-Мусбах
Еберсбах-Мусбах (нім. Ebersbach-Musbach) — громада в Німеччині, знаходиться в землі Баден-Вюртемберг. Підпорядковується адміністративному округу Тюбінген. Входить до складу району Равенсбург.
Площа — 26,86 км2. Населення становить 1716 ос. (станом на 31 грудня 2020).